# The Faino
The Faino — дует діджеїв Озерова Костянтина (Dj Konstantin Ozeroff) та Бочкура Олега (Dj Sky), створений 2016 року.

## Історія
В 2016 році після спільної роботи над реміксами альбому Dzidzio, було створено гурт The Faino. Ремікси The Faino з'являються в ротаціях FM станцій Kiss Fm, DJFM, Люкс ФМ.
- 2017 виходить ремікс на пісню групи Фантом 2 — Двоє з вокалом Тараса Тополі (гурт Антитіла);

- 2018 виходить ремікс на пісню Антитіла — TDME[2];

- 2018 виходить ремікс на пісню Dilemma — Тілом Тряси, переможець в конкурсі реміксів від Kiss Fm;

- 2018 виходить офіційний ремікс на пісню Нумер 482 — Добрий Ранок Україно;

- 2018 виходить ремікс на пісню Аквавіта — А Тепер Усе Інакше[3];

- 2019 виходить ремікс на пісню Kazka — Плакала[4];

- 2019 виходить ремікс на пісню Время и Стекло — Дим;

- 2019 виходить ремікс на пісню Talina — Жива і Вільна[5];

- 2019 виходить ремікс на пісню Руся — Будь що буде[6];

- 2020 презентували новий денс-трек в етно стилі — Аркан.[7]
- У травні 2020 The Faino випустив ремікс на пісню Поліни Крупчак «Для тебе»[8][9] , а спільно з  Mordax Bastards і співачкою Iholmy презентували нову пісню «Я тебе кохаю»[10].

## Дискографія

### За участю
- The Faino feat. Taras Topolya — Двоє (Cover Fantom2)
- SteveG feat. The Faino — Поруч
- The Faino feat. Steveg — Дим
- The Faino feat. MARIETTA WAYS — Не відпускаю
- The Faino feat. Marietta Ways — Прощавай
- The Faino & Marietta Ways — Новий рік

### Ремікси
- Marietta Ways — Мамо (The Faino Remix)
- Tayanna — Шкода (The Faino & Get Better Remix)
- KAZKA — СВЯТА (The Faino Remix)
- Злата Огнєвіч — Танцювати (The Faino & Mordax Bastards Remix)
- Jamala — 1944 (The Faino Remix)
- Марія Яремчук — Ти в мені є (The Faino & Fresh Night Remix)
- Нумер 482 — Добрий Ранок Україна (The Faino Remix)
- Антитіла — Бери Своє (The Faino Remix)
- Navi — Такі Молоді (The Faino Remix)
- Kishe — До Весни (Mordax Bastards & The Faino Remix)
- Марія Яремчук — Я Піду В Далекі Гори (The Faino Remix)
- Влад Дарвін і Alyosha — Ти Найкраща (The Faino & DJ Fresh Night Remix)
- Тарас Гаврик — У Купе (The Faino Remix)
- Владіслав Левицький — Ірка (The Faino Remix)
- MamaRika — Ніч У Барі (Dj Jedy & The Faino Remix)
- Слава Войніков — Не Впасти (Mordax Bastards & The Faino Remix)
- Скрябін — Говорили i курили (The Faino & Mordax Bastards Remix)
- Alekseev — А я пливу (Mordax Bastards & The Faino Remix)
- Океан Ельзи — Там, Де Нас Нема (The Faino Remix)